# Prinsens Livregiment

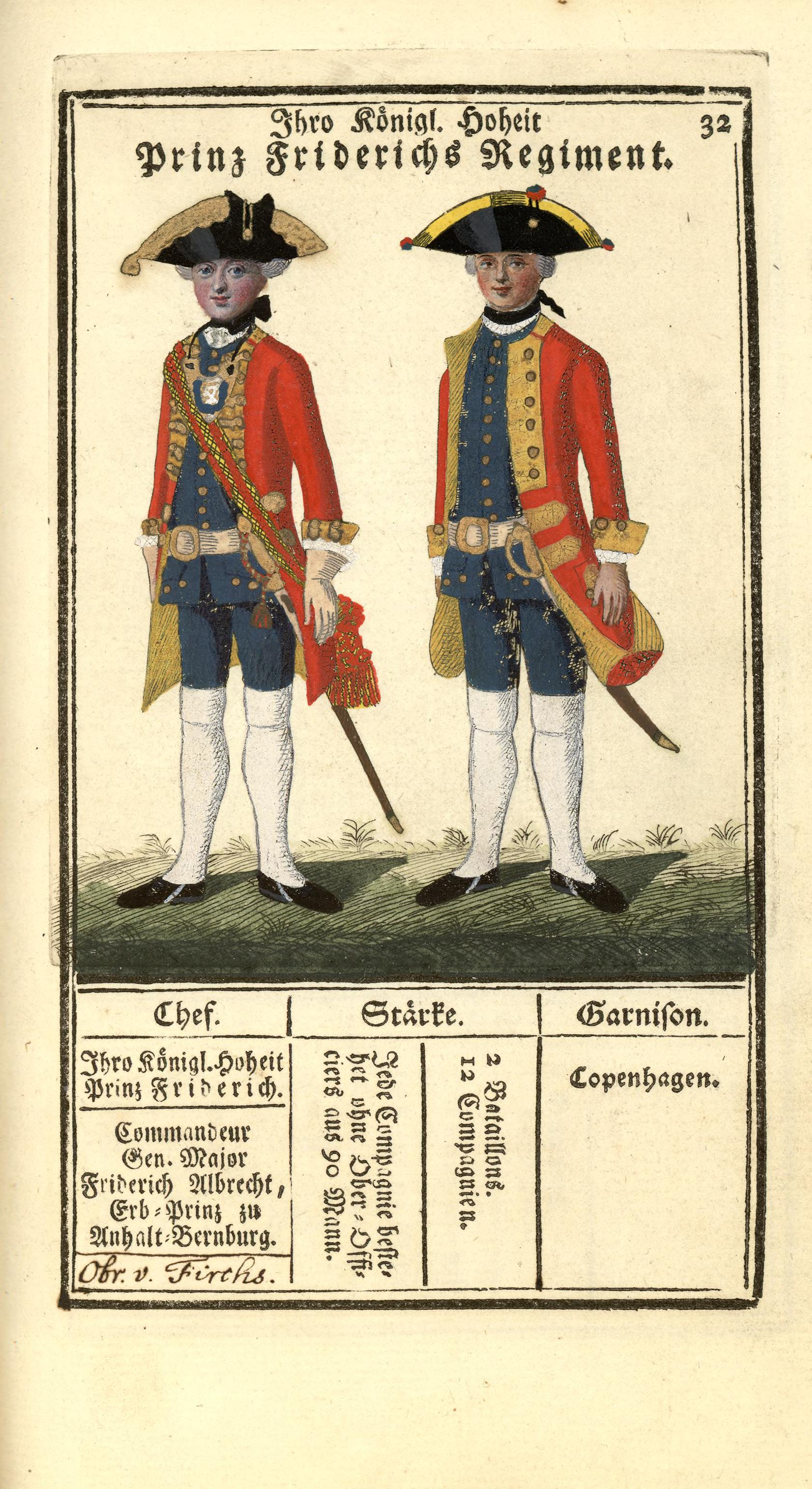
Prinsens Livregiments uniformer omkring 1760 till 1761 (då benämnt Prins Frederiks geworbne Infanteri Regiment).

Prinsens Livregiment (på svenska: Prinsens livregemente), officiellt 3. Regiment, var ett danskt infanteriregemente som var verksamt under olika namn från 1657 till 2005, då det införlivades i Jydske Dragonregiment.

## Historia
Regementet upprättades den 30 november 1657 som Ebersteins Regiment då Fredrik III under Karl X Gustavs första danska krig ålade fältmarskalk Ernst Albrecht von Eberstein att värva ett regemente på 8 kompanier.
Regementet har deltagit i Nordiska krigen (1657–1660), Skånska kriget (1675–1679), Pfalziska tronföljdskriget (1689–1697), Spanska tronföljdskriget (1701–1714), Stora nordiska kriget (1675–1679), Slesvig-holsteinska kriget (1848–1850) och Dansk-tyska kriget (1864). Regementsfanan bär namnen Nyborg 1659, Wismar 1675, Rygen 1715, Treldeskansen 1849, Dybbøl 1849 och Dybbøl 1864.
År 2001 införlivades regementena Slesvigske Fodregiment och Dronningens Livregiment i regementet. Vid utgången av augusti 2005 införlivades sedan Prinsens Livregiment i Jydske Dragonregiment.

## Förbandschefer
| - Ernst Albrecht von Eberstein, från 30 november 1657 - Johan Otto Bremer, från 1 maj 1665 - Frederik Vilhelm Warnstedt, från 1 november 1671 - Max Rosenkrantz, från 2 april 1672 - J. S. Mogge, ?–? - Johan Anton Elnberger, från 2 juni 1683 - Schulte, ?–? - Hans Philip Prætorius, ?–? - Johan Diedrich Haxthausen, 1701–? - Jobst Scholten, 1702–? - Johan Bernhard Schwerzel, 1704–? - Frederik Christian Bielke, 1708–1709 - Patroklus Rømeling, 1709–? - Patroklus Rømeling, 1714–1717 - Hartvig Asche Schack, 1717–1734 - Maximilian Wilhelm Dombroick, 1734–1749 - Henrik Scholten, 1749–1750 - Vollrath Levin Grambow, 1750–1761 - Friedrich Albrecht von Anhalt-Bernburg, 1761–1763 - Magnus Ernst Fircks, 1763–1772 - Johan Jacob Zepelin, 1772–1776 - Melchior Johan Witten, 1776–1783 | - Maximilian Vilhelm Haxthausen, 1783–1789 - Johan Daniel Kreber, 1789–1790 - Hans Frederik Bagger, 1790–1798 - Carl Helmuth von Lepel, 1798–1802 - prins Christian Frederik av Danmark, 1802–1813 - Ditlev Cai Holsten, 1813–1828 - Frederik Julius d'Origny, 1828–1835 - Henrik Max Schow, 1835–1842 - Jørgen Christoffer Hagemann, 1842–1848 - Ludvig Federspiel, 1848 - Lauritz Christian Bentzen, 1848–1860 - Karl Knud Møller, 1860–1862 - Georg Wilhelm Caroc, 1862–1864 - Gustaf Adolph Falkenberg, 1864 - Georg Wilhelm Caroc, 1864 - Gustaf Adolph Falkenberg, 1864–1874 - Otto Albert Schønning, 1874–1885 - Carl Julius Frederik Theodor Wørishøffer, 1885–1895 - Lauritz Johan Theobald Sørensen Mehrn, 1895–1903 - Frantz August Robertson Howitz, 1903–1910 - Axel Frederik Hansen, 1910–1916 | - K. A. E. Nielsen, 1916–1917 - H. V. Arnesen-Kall, 1917–1919 - R. V. Forman, 1919–1920 - N. M. Andersen, 1920–1924 - S. Jørgensen, 1924–1928 - C. P. Bakkenheuser, 1928–1934 - P. F. L. B. Hintz, 1934–1938 - W. Ulrich, 1938–1945 - P. A. C. Hennigsen, 1945–1949 - T. Johansen, 1949 - E. K. Neergaard, 1949–1951 - Mogens Boisen, 1951 - P. E. C. Bosse , 1951–1959 - J. M. J. Lyng, 1959–1969 - R. S. Andersen, 1969–1976 - H. Cordsen, 1976–1981 - H. Sørensen, 1981–1986 - Niels Christian Eigtved, 1986–1990 - O. L. Jørgensen, 1990–1995 - E. Johansson, 1995 - Jens Christian Lund, 1995–2005 |

Källa: Rigsarkivet, Wadschier, Rønning